# Teorija centralnog mjesta
Teorija centralnog mjesta je geografska teorija koja pokušava objasniti veličinu i prostiranje ljudskih naselja. Teorija počiva na ideji da je centralizacija prirodno načelo reda te da je ljudska naselja slijede. Stvorena od Waltera Christallera, teorija predlaže postojanje zakona koji određuju broj, veličinu i raspodjelu gradova. Christaller se zanimao samo za njihove funkcije kao tržišta, isključujući specijalizirane gradove poput rudarskih naselja. Tvrdio je da se važnost grada ne može mjeriti samim stanovništvom.

## Oblikovanje teorije
Kako bi razvio teoriju, Christaller je napravio sljedeće pojednostavljene pretpostavke:
- izotropna (potpuno ravna), bezgranična površina
- jednoliko raspodjeljeno stanovništvo
- jednoliko raspodjeljeni resursi
- svi potrošači imaju sličnu kupovnu moć
- nijedan dobavljač dobara ili usluga ne može zaraditi izvanrednu dobit

Stoga trgovinska područja tih centralnih mjesta koja dostavljaju određeno dobro ili uslugu moraju biti svi jednake veličine
- postoji samo jedan način prijevoza koji bi bio jednako lagan u svim smjerovima

Teorija je sada počivala na dva općenita pojma: prag i doseg.
- Prag je najmanje tržište (stanovništvo ili dohodak) potrebno da provede prodaju određenog dobra ili usluge.
- Doseg je najveća udaljenost koju su potrošači spremni prijeći radi stjecanja dobara - u nekoj točki od centra trošak ili poteškoće prevagnut će potrebu za dobrom.

Rezultat ovih potrošačkih svojstava je pojavljivanje sustava centara različitih veličina u prostoru. Svaki centar će dostavljati određene vrste dobara oblikujući razinu hijerarhije. U funkcionalnim se hijerarhijama generalizacija može napraviti s obzirom na prostiranje, veličinu i funkciju naselja.
1.Što je veličina naselja veća, njihov je broj manji, tj. postoje mnogo malenih sela, a relativno malo velikih gradova.
2. Što više naselja rastu u veličini, veća je udaljenost među njima, tj. sela se obično nalaze jedno blizu drugoga, dok su gradovi razmaknuti mnogo dalje.
3.Kako se naselje povećava u veličini, broj i doseg njegovih funkcija će rasti
4.Kako se naselje povećava u veličini, broj usluga višeg reda će se također povećati, tj. u uslugama se pojavljuje veći stupanj specijalizacije.

## Teoretska predviđanja
Iz ovoga je zaključio da će naselja težiti oblikovanju trokutne rešetke, pošto je to najučinkovitiji obrazac za putovanje između naselja (proizašao iz teorije plasta).
U redovnom rasporedu urbane hijerarhije Christaller je identificirao 7 različitih principalnih redova, dostavljujući različite grupe dobara i usluga. Naselja su pravilno razmaknuta - ekvidistantan razmak među centrima istoga reda, dok su veći centri udaljeniji od manjih centara. Naselja imaju šesterokutna tržišna područja te su najučinkovitija u broju i funkcijama.

##### K=3 Tržišni princip
Prema tržišnom principu k=3, tržišno područje mjesta višeg reda uključuje trećinu tržišnog područja svakog od sljedećih susjednih mjesta nižeg reda. Za svaka tri centra istoga reda postojao bi veći, specijaliziraniji urbani centar. Ovaj centar bi po redu bio na jednakoj udaljenosti od ostalih centara istoga reda i imao bi istu razinu specijalizacije. Takav centar također bi imao veća šesterokutna zaleđa.
Iako je u ovoj K=3 tržišnoj mreži putna udaljenost najmanja, transportna mreža nije najučinkovitija, jer važne transportne veze između većih mjesta ne prolaze kroz prijelazna mjesta.

##### K=4 Transportni princip
Prema K=4 transportnom principu, tržišno područje mjesta višeg reda uključuje polovinu tržišnog područja svakog od šest susjednih mjesta nižeg reda. To stvara hijerarhiju centralnih mjesta koja rezultira u najučinkovitijoj transportnoj mreži. Najveća moguća centralna mjesta smještena su na glavnim transportnim pravcima koji povezuju centre višeg reda.

##### K=7 Administrativni princip
Prema k=7 administrativnom principu (ili političko-socijalnom principu), naselja su smještena prema sedmicama. Oporezivo područje centralnog mjesta višeg reda uključuje cjelinu oporezivoga područja svakog od šest susjednih centralnih mjesta nižeg reda. Budući da se oporezivo područje ne može administrativno podijeliti, ono se mora isključivo dodijeliti pojedinačnom mjestu višeg reda. Učinkovita administracija je princip kontrole u ovoj hijerarhiji.

## Procjena
Valjanost teorije centralnog mjesta može se razlikovati s promjenama lokalnih faktora poput klime, reljefa, povijesnog razvoja, tehnološkog napretka te osobnim svojstvima potrošača i dobavljača.
Ekonomski status potrošača u području je također važan. Potrošači višeg ekonomskog statusa teže pokretnosti pa stoga zaobilaze centre dostavljajući samo dobra nižeg reda. Primjena teorije centralnog mjesta mora se ublažiti s poznavanjem tih faktora kada se planira prostorna lokacija kupovnog centra.
Kupovna moć i gustoća utječu na razmak centara i hijerarhijskih rasporeda. Dovoljna gustoća će dopuštati, primjerice, trgovinama, funkcijama nižeg reda, da prežive u izoliranoj lokaciji.
Faktori koji oblikuju veličinu tržišnih područja:
- Upotreba zemljišta: industrijska područja mogu malo omogućiti na način potrošačkog stanovništva
- Slaba pristupačnost: ovo može ograničiti veličinu tržišnog područja centra
- Konkurencija: ovo ograničuje veličinu tržišnih područja u svim smjerovima
- Tehnologija: visoka pokretljivost omogućena automobilom dopušta preklapanje tržišnih područja

Studije tržišnih područja omogućuju drugu tehniku za korištenje teorije centralnog mjesta kao oruđa za planiranje lokacija maloprodaje. Hijerarhija kupovnih centara naširoko se koristila u planiranju "novih gradova". U tom novom gradu hijerarhija poslovnih centara je očigledna. Jedan glavni kupovni centar omogućuje uglavnom trajna dobra (višeg reda); pokrajinski i lokalni kupovni centri sve više dostavljaju pogodnosti dobara (nižeg reda). Ti centri zbrinuti u planu novoga grada nisu oslobođeni vanjske konkurencije. Učinci postojećih okolnih centara na nove gradske centre ne mogu se zanemariti.